# (15500) Anantpatel
(15500) Anantpatel ist ein Hauptgürtelasteroid.
Er wurde am 19. März 1999 von der LINEAR in Socorro entdeckt.
Der Asteroid ist nach Anant Ramesh Patel (* 1984) benannt, einem Finalisten des Intel Science Talent Search 2003, einem Forschungswettbewerb für ältere Oberschüler.